# Rhaphiderus scabrosus
Rhaphiderus scabrosus är en insektsart som först beskrevs av Achille Rémy Percheron 1829-1838.  Rhaphiderus scabrosus ingår i släktet Rhaphiderus och familjen Phasmatidae. Inga underarter finns listade i Catalogue of Life.